# Dodlani
Dodlani (en georgiano: დოდლანი; en abjasio: Додлан, romanizado: Dodlan) es una aldea que pertenece a la parcialmente reconocida República de Abjasia, dentro del distrito de Ochamchire, aunque de iure es parte del municipio de Ochmachire de la República Autónoma de Abjasia de Georgia.

## Geografía
Dodlani se encuentra en la llanura de Samurzajano, en la margen derecha del río Galidzga, a 7 km de Ochamchire. La aldea se administra desde el pueblo de Beslajuba.  

## Infraestructura

### Transporte
Dodlani está en la vía férrea y carretera que une Ochamchire y Tkvarcheli.  